# Джонсон, Алан
Алан Артур Джонсон (англ. Alan Arthur Johnson; 17 мая 1950, Лондон) — британский политик-лейборист. Министр внутренних дел с 5 июня 2009 по 11 мая 2010. До этого он занимал широкий спектр министерских должностей в обоих правительствах Блэра и Брауна, в том числе министра здравоохранения и министра образования. Джонсон является членом парламента с 1997 года по 2017.

## Биография
Он происходит из семьи рабочего класса. Осиротев в раннем возрасте (к 12 годам), он был воспитан своей старшей сестрой. Джонсон оставил школу в 15 лет и устроился на работу сборщиком в Tesco, а затем стал почтальоном. В юности играл в двух музыкальных группах.
Он участвовал в профсоюзной деятельности и в 1987 году стал официальным представителем Союза работников связи, был избран генеральным секретарем Союза в 1992.
Когда он вступил в Лейбористскую партию в 1971 году, то считал себя марксистом, идеологически близким к Коммунистической партии, однако вскоре сместился к правому крылу лейбористов и был единственным из лидеров крупных профсоюзов, поддерживавших отмену IV пункта партийной программы, отстаивавшего идею общественной собственности на средства производства.

## Посты в правительствах
С 2003 по 2004 гг. — министр высшего образования.
С 2004 по 2005 гг. — министр труда и пенсий.
С 2005 по 2006 гг. — министр торговли и промышленности.
С 2006 по 2007 гг. — министр образования и профессиональной подготовки.
С 2007 по 2009 гг. — министр здравоохранения.
Джонсон был дважды женат, имеет четверых детей.